# Anton I Esterházy

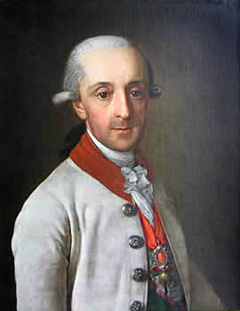
Anton Esterházy

Anton Esterházy van Galántha (Wenen 11 april 1738 - aldaar 22 januari 1794), Hongaars Esterházy Antál, prins Esterházy, was een Oostenrijks militair.
Hij bouwde een carrière in het leger op en kreeg bij de dood van zijn vader Nicolaas I Jozef Esterházy het majoraat van de familie in bezit. Hij werd geconfronteerd met hoge schulden en voerde drastische bezuinigingsmaatregelen door, waarbij hij onder andere de reeds lang voor de familie werkende Joseph Haydn ontsloeg.
Hij werd in 1791 kapitein van de Hongaarse lijfwacht en ridder in de Orde van het Gulden Vlies. In 1792 nam hij aan Oostenrijkse zijde deel aan de Eerste Coalitieoorlog tegen Frankrijk.